# В степи
«В степи́» — советский художественный полнометражный цветной фильм, снятыми режиссёром Борисом Бунеевым и Анатолием Ульянцевым на киностудии имени М. Горького в 1950 году по повести Петра Павленко «Степное солнце». На экраны СССР вышел 23 марта 1951 года.

## Сюжет
Пионер Серёжа Емельянов, ранее никогда не бывавший в степи, приезжает с отцом-шофёром, на уборку урожая. Его ранние представления о колхозной жизни, как о чём-то ужасно скучном и ненужном, под впечатлением проделанной работы меняются — и мальчик с большой грустью расстаётся со степью и природой, которую полюбил на всю жизнь.

## В ролях
- Борис Елисеев — Серёжа
- Андрей Тарасов — Яша
- Наталья Защипина — Оля
- Владимир Феоктистов — Женя
- Анатолий Керби — Сеня
- Юрий Кононов — Алёша
- Марк Бернес — Емельянов, отец Серёжи
- Всеволод Санаев — Тужиков, секретарь райкома
- Павел Волков — Анисим Иванович, председатель колхоза
- Юрий Саранцев — Коля Семёнов, комсорг
- Валентина Телегина — тётя Нюся
- Екатерина Савинова — комбайнёр (нет в титрах)
- Георгий Милляр — водовоз (нет в титрах)

## Съёмочная группа
- Автор сценария: Александр Галич
- Режиссёры: Борис Бунеев, Анатолий Ульянцев
- Оператор: Леонид Дульцев
- Художник: Давид Виницкий
- Композитор: Анатолий Лепин
- Звукооператор: Дмитрий Белевич
- Тексты песен: Александр Галич
- Дирижёр: Григорий Гамбург
- Директор картины: Натан Гофман

Песню «Дорожная» («Городов в России много и дорог красивых много, и людей хороших много — всех их надо повидать…») исполняет Марк Бернес.